# Voi
Voi és una ciutat meridional de Kenya, a la Província Costanera. Es troba al costat occidental del desert de Taru, al sud-oest del Parc Nacional Tsavo East.

## Economia
Voi és un mercat per als productes agrícoles i carnis dels fèrtils Turons de Taita, així com altres àrees circumdants. El centre de la ciutat es compon en la seva majoria de les botigues, mercats, quioscos i alguns hotels. La majoria de residència per a turistes es troben als suburbis dels afores de Voi. A l'oest de la ciutat s'hi troba el veïnat de Voi Sisal Estate, especialitzat en la producció de fibra de sisal i el cultiu de la pinya.

## Història
Segons la història local, el nom de la ciutat prové d'un traficant d'esclaus anomenat Chief Kivoi que es van establir prop del riu Voi fa uns 400 anys. Anys després el poble va créixer com a centre de comerç per a la gent local de Taita amb altres tribus de Kenya i àrabs.
La ciutat va començar a créixer a finals del segle xix gràcies a la construcció del ferrocarril d'Uganda. La gent va començar a moure's per treballar en el ferrocarril i les properes plantacions de sisal. No obstant això, el reconeixement com a municipi amb una superfície d'aproximadament 16,27 quilòmetres quadrats no es va produir fins a 1932. Des de fa molt temps la ciutat ha superat la superfície de terrenys calculats origilament.

## Entitats de població
El terme municipal de Voi està dividit en sis llogarets, cada un amb un regidor: Kighononyi, Kirutai, Voi Central Ward, Voi North-East Ward, Voi South Ward i Voi West. El municipi està governat per l'Ajuntament de Voi, l'autoritat local, liderada per un alcalde.